# Volker Finke
Volker Finke (* 24. März 1948 in Nienburg/Weser) ist ein deutscher Fußballtrainer. Er trainierte 16 Jahre lang ohne Unterbrechung den SC Freiburg und ist damit im deutschen Profifußball der Trainer mit der zweitlängsten Amtszeit hinter Frank Schmidt. Seine letzte Trainerstation war die des Nationaltrainers von Kamerun.

## Beruf
Nach dem Abitur diente Finke für drei Jahre in der Bundeswehr, absolvierte die Offizierausbildung und beendete 1969 seine Dienstzeit als Leutnant im Artillerieregiment 4. Nach dem Studium war Finke bis 1990 Studienrat für Sport, Gemeinschaftskunde und Geschichte an der Albert-Schweitzer-Schule in Nienburg/Weser. Seine Frau Reinhild war als Fernsehjournalistin tätig.

## Spielerkarriere
Finkes erste Station als Spieler war bis 1969 der TSV Havelse. Danach wechselte er zum Hannoverschen SC, bei dem er bis 1974 aktiv war, zuletzt in der drittklassigen Landesliga Niedersachsen.

## Trainerkarriere
1968 war Finke lizenzierter Übungsleiter für Tischtennis; er trainierte die Tischtennis-Jugendabteilung des SV Wacker Osterwald.

### TSV Stelingen
1974 wechselte Finke als Spielertrainer zum TSV Stelingen in der 1. Kreisklasse. Er führte den Verein mit fünf Aufstiegen bis in die Landesliga (1984, damals 5. Liga).

### TSV Havelse
1986 kehrte Finke als Trainer zurück zum TSV Havelse, für den er früher selbst aktiv gespielt hatte, in die Oberliga Nord. Vier Jahre später führte er das Team zum bis dahin größten Erfolg der Vereinsgeschichte, dem Aufstieg in die 2. Bundesliga.
Im Oktober 1990 (der TSV Havelse belegte einen Abstiegsplatz) ließ er sich auf eigenen Wunsch beurlauben, da er „nicht mehr in der Lage sei, das TSV-Team zu motivieren“. Hintergrund waren Streitigkeiten mit der Vereinsführung und das Interesse des Lokalrivalen Hannover 96, Finke als Trainer zu verpflichten. Da der TSV Havelse Finke zunächst nur beurlaubte und drohte, gegen eine Vertragsunterschrift Finkes bei Hannover 96 gerichtlich vorzugehen, kündigte Finke seinen Vertrag fristlos, weil er sich vom Havelser Vorstand öffentlich beleidigt fühlte. Finke erreichte dadurch zwar die Auflösung seines Vertrages, Präsidium und Verwaltungsrat von Hannover 96 entschieden sich allerdings für Michael Lorkowski vom 1. SC Norderstedt. Finke übernahm daraufhin den Trainerposten Lorkowskis in Norderstedt.

### SC Freiburg

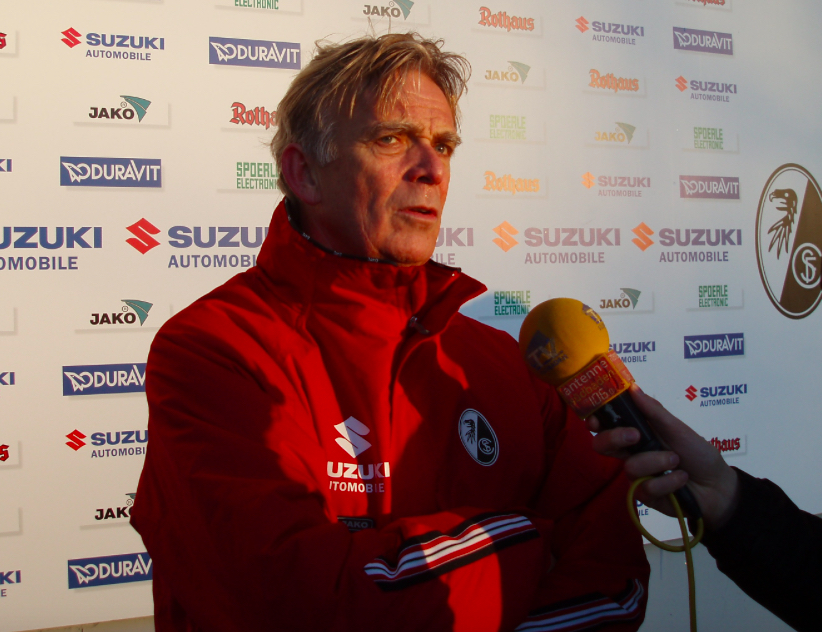
Finke als Trainer des SC Freiburg (2006)

Nach einer Saison beim 1. SC Norderstedt in der Oberliga Nord wurde der damalige Präsident des Zweitligisten SC Freiburg, Achim Stocker, auf Finke aufmerksam. Zum 1. Juli 1991 wechselte Finke nach Freiburg in die 2. Bundesliga und schaffte mit dem SC 1993, 1998 und 2003 jeweils den Aufstieg in die 1. Bundesliga sowie 1995 und 2001 die Qualifikation für den UEFA-Pokal.
In der Saison 2005/06 verpasste er mit dem SC Freiburg als Vierter nur knapp den Aufstieg in die Bundesliga. Nach einer weniger erfolgreichen Hinrunde gaben Finke und der SC Freiburg am 14. Dezember 2006 bekannt, dass Finke den Verein nach 16 Jahren am Saisonende verlassen werde. Durch eine anschließende Siegesserie (bestes Rückrundenteam) wurde am Ende noch der vierte Platz erreicht, der Aufstieg nur knapp verpasst. Dies gab den Fans und Befürwortern Finkes Auftrieb, die sich teilweise in einer Bewegung namens „Wir sind Finke“ organisierten. Sie versuchte, eine außerordentliche Mitgliederversammlung zu erzwingen, auf der die Trainerfrage diskutiert und der Vorstand zum Einlenken gedrängt werden sollte, um Finke weiter in Freiburg zu halten. Das Anliegen scheiterte jedoch, da statt der nach der Satzung des SC Freiburg erforderlichen 25 % der Vereinsmitglieder nur etwa 15 % einen Antrag auf eine außerordentliche Mitgliederversammlung stellten. Nachfolger von Finke wurde Robin Dutt.
Mit den 16 Jahren (5843 Tage), während der er ununterbrochen denselben Verein trainierte, war Finke Rekordhalter im deutschen Profifußball. Frank Schmidt übertraf die Marke als Trainer des 1. FC Heidenheim am 17. September 2023 beim 4:2-Sieg über Werder Bremen.
Außerdem ist er der einzige Trainer im deutschen Profifußball, der während eines durchgehenden Engagements mit einem Verein dreimal auf- und wieder abgestiegen ist.

### Urawa Red Diamonds
Als Nachfolger seines entlassenen Landsmanns Gert Engels wurde Finke Trainer der Urawa Red Diamonds aus der japanischen J. League zur Saison 2009. Finke, der einen Zweijahresvertrag erhielt, brachte seine Freiburger Co-Trainer Karsten Neitzel und Ibrahim Tanko mit in den Assistenzstab ein.
In seiner ersten Saison belegte er mit den Red Diamonds den sechsten Rang in der Liga.
Als der Verein am vorletzten Spieltag auf dem neunten Tabellenplatz stand, gab die Vereinsführung Ende November 2010 bekannt, den zum Jahresende 2010 auslaufenden Vertrag mit Finke nicht zu verlängern.

### Kamerunische Nationalmannschaft
Ab Mai 2013 war Finke Trainer der kamerunischen Nationalmannschaft. Unter ihm qualifizierte sich die Mannschaft für die Fußball-Weltmeisterschaft 2014 in Brasilien. Im Turnier selbst schied die Mannschaft nach drei Niederlagen gegen Mexiko, Kroatien und Brasilien jedoch aus. Er wurde am 30. Oktober 2015 entlassen.

## Erfolge
- Deutscher Zweitligameister: 1993, 2003
- Aufstieg in die Bundesliga: 1993, 1998, 2003
- Aufstieg in die 2. Bundesliga: 1990
- Meister der Oberliga Nord: 1989

## Karriere als Manager
Am 18. Dezember 2010 gab der 1. FC Köln bekannt, dass Finke als Nachfolger des im November entlassenen Michael Meier verpflichtet wurde. Finke übernahm den beim FC neu geschaffenen Posten des Sportdirektors am 1. Februar 2011 und band sich bis Sommer 2013 vertraglich an den Club. Nach dem überraschenden Rücktritt des Trainers Frank Schaefer am 27. April 2011 übernahm Finke zusätzlich die sportliche Leitung der Mannschaft bis zum Saisonende. Die Mannschaft gewann die verbleibenden drei Spiele und sicherte damit den Klassenerhalt. Finke konnte Ståle Solbakken als neuen Trainer gewinnen. Am 10. März 2012 wurde Finkes Vertrag in beiderseitigem Einvernehmen aufgelöst. Als Grund hierfür wurden unterschiedliche Auffassungen im Club über die Weichenstellungen im Bereich Fußball angegeben.

## Auszeichnungen
- Kicker-Trainer des Jahres: 1995
- 2019 Ehrenpreis „Lebenswerk“ des Deutschen Fußball-Bundes[15]

## Fernsehkommentator
Während der EM 2008 kommentierte Finke zusammen mit Bernard Thurnheer einige Partien im Schweizer Fernsehen.

## Film
- 1994 Volker Finke, Fußballtrainer in Freiburg, Kinofilm, Regie: Matthias Keilich

## Trivia
Im Oktober 2022 betreute Finke bei einem Spiel die deutschen Autorennationalmannschaft.